# Anne Bremer
Pour les articles homonymes, voir Bremer.
Anne Bremer (San Francisco, 1868 - 1923) est une artiste peintre américaine. Influencée par le postimpressionnisme, elle a été qualifiée d'« artiste la plus avancée de San Francisco » en 1912 après ses études d'art à New York et à Paris. Elle a été décrite en 1916 comme « l'une des figures fortes parmi les jeunes modernes » et plus tard comme « une militante du mouvement moderne ». Elle a eu de nombreuses expositions personnelles.

## Biographie

### Jeunesse et formation
Anne Milly Bremer naît à San Francisco le 21 mai 1868. Elle est la fille de Joseph et Minna Bremer, immigrants juifs allemands de la classe moyenne supérieure. En 1880-1881, elle voyage en Europe avec ses parents, et ils ramenèrent un cousin, Albert Bender, de Dublin, en Irlande, pour vivre avec eux et travailler pour un autre oncle, William Bremer. Elle étudie l'art avec Emil Carlsen à la San Francisco Art Students League et avec Arthur Frank Mathews (en) et d'autres à la California School of Design, Mark Hopkins Institute of Art, recevant un certificat de compétence en 1898. Au moment où elle obtient son diplôme, elle est membre du conseil d'administration du Sketch Club, une organisation de femmes artistes de San Francisco, dont elle est la présidente au moment du tremblement de terre de San Francisco en 1906. Sous sa direction, le Sketch Club a produit la première grande exposition d'art dans la ville après la catastrophe et a élargi son adhésion aux hommes.
Elle s'installe à Berkeley en 1907 et suit des cours d'été à l'Université de Californie. Elle peint une série de paysages de l'East Bay et commence à exposer dans la nouvelle galerie d'artistes californiens de l'hôtel Del Monte à Monterey. Après deux ans de retour à San Francisco, elle s'installe à New York en janvier 1910, où elle étudie à l'Art Students League. Elle s'embarque pour l'Europe à la mi-avril 1910 et voyage, principalement en Italie, puis s'installe à Paris, où elle reste jusqu'en septembre 1911 et étudie à l'Académie Moderne et à l'Académie de la Palette.

### Carrière

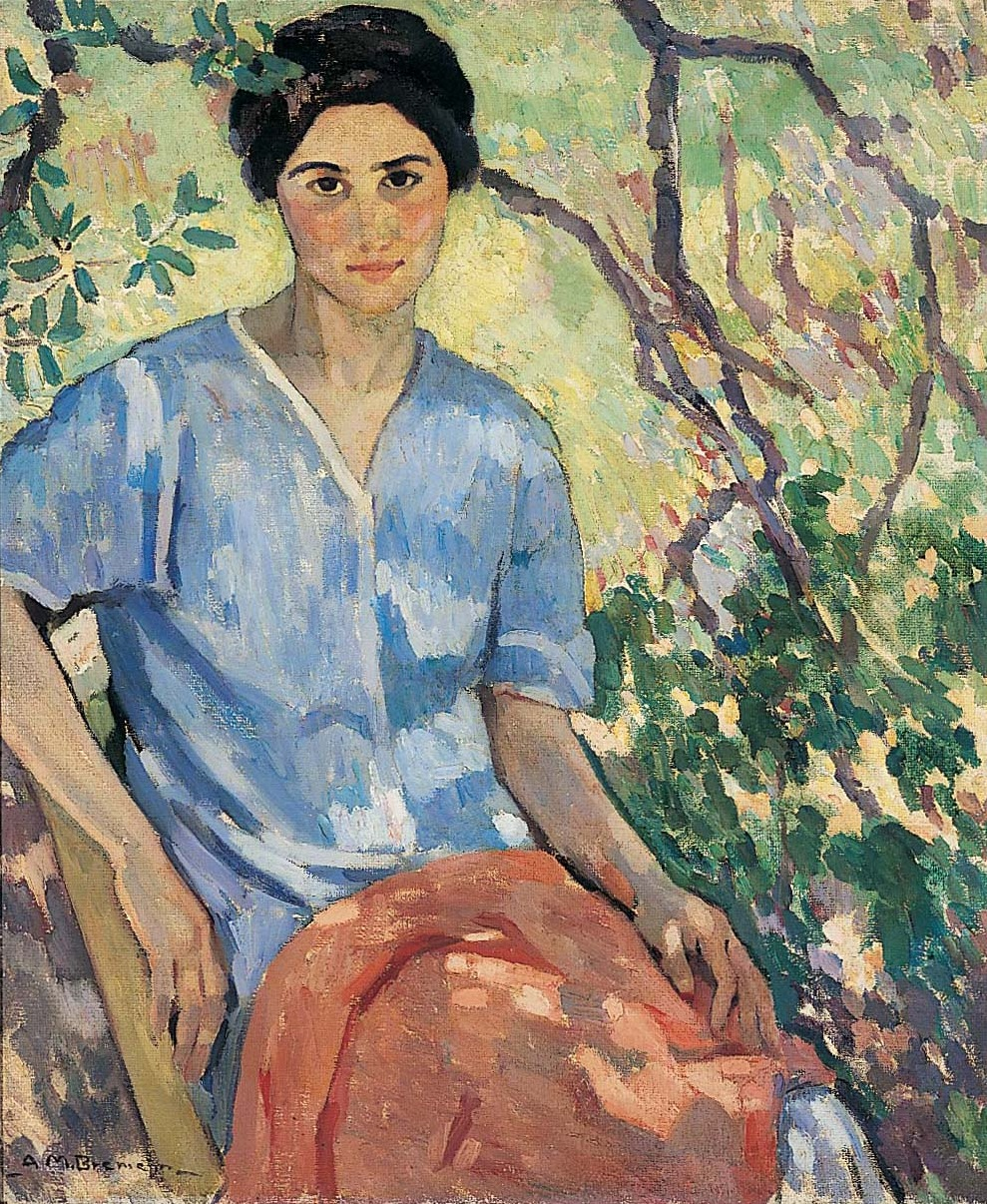
Ravenlocks, vers 1880 1917, huile sur toile,,.

Après son retour à San Francisco, elle organise sa première exposition personnelle à la galerie Vickery, Atkins & Torrey en mars 1912 et une autre à l'hôtel St. Francis en novembre-décembre 1912. Alors qu'elle peint à Carmel-by-the-Sea, en Californie, au cours de l'été 1912, elle rencontre et se lie d'amitié avec l'artiste Jennie V. Cannon (en), qui utilise son propre atelier-galerie pour organiser la première exposition des œuvres de Bremer sur la péninsule de Monterey et organise un banquet d'ouverture en son honneur.
En 1913, sa maison et son atelier se trouvent dans le Studio Building sur Post Street à San Francisco, avec Albert Bender et divers autres artistes. Elle joue manifestement un rôle de premier plan dans le développement du bâtiment avec des espaces où les artistes peuvent vivre, travailler et exposer. En 1915, elle présente cinq œuvres à l'Exposition universelle du Panama-Pacifique et reçoit une médaille de bronze. La même année, elle participe également à l'exposition « Modern School » à trois (avec Henry Varnum Poor de Stanford et Jerome Blum de Chicago) au Musée d'histoire, de science et d'art de Los Angeles. Son œuvre commence à apparaître dans les expositions du California Art Club (en) cette année-là. En 1916, elle est élue secrétaire de la San Francisco Art Association (en), où elle contribue à diriger une phase majeure de croissance en conjonction avec la création d'un musée d'art au Palais des Beaux-Arts. Elle tient une exposition personnelle de 27 peintures aux galeries d'Arlington à New York en 1917 et participe à la deuxième exposition annuelle de la Society of Independent Artists en 1918.

### Dernières années
À partir de 1921, elle est atteinte d’une leucémie. Elle abandonne la peinture et se tourne vers l'étude de la littérature et l'écriture de poésie.
Elle meurt en octobre 1923.

## Œuvre

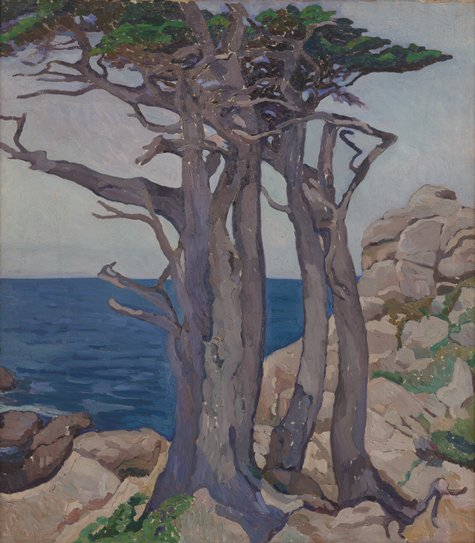
Sentinels, vers 1917, huile sur toile,, Musée d'art moderne de San Francisco.

L'œuvre de Bremer intègre plusieurs éléments associés à la peinture moderne. Chacune de ses peintures attire l'attention sur elle-même en tant que surface plane sur laquelle est posé un agencement de peinture colorée, et non en tant que représentation littérale ou illusion de la réalité. Les coups de pinceau sont larges et distincts les uns des autres, avec parfois des zones de toile non peintes qui transparaissent. Soit il y a très peu de suggestion de profondeur, soit la perspective est déformée ou ambiguë. Les couleurs sont vives et pas toujours naturalistes. Le sujet pouvait être des personnages, un paysage, une nature morte ou une combinaison de ceux-ci, mais ce qui était plus important pour l'artiste était de créer une composition réussie avec un effet émotionnel. Ses œuvres, bien qu'individualistes, rappellent parfois celles de Robert Henri et de Marsden Hartley, deux des figures majeures de l'art américain moderne. Hartley a écrit un jour qu'à son avis, Anne Bremer était « l'une des trois artistes de grande renommée que la Californie ait produites ».

## Postérité
Après sa mort en 1923, Albert Bender a créé plusieurs objets commémoratifs, dont un prix pour les étudiants en art et la bibliothèque commémorative Anne Bremer au San Francisco Art Institute, une chaise en marbre au théâtre grec de l'université de Californie à Berkeley et une sculpture en plein air au Mills College. Il a également parrainé la publication d'une paire de livres en édition limitée, The Unspoken and Other Poems and Tributes to Anne Bremer (imprimé par John Henry Nash, 1927). L'influence d'Anne Bremer et ses contacts avec les artistes a inspiré Albert Bender à devenir un important mécène d'artistes et de musées d'art et l'un des fondateurs du Musée d'Art moderne de San Francisco et du Mills College Art Museum (en).

## Expositions personnelles notables
- 1912 :
  - Vickery, Atkins and Torrey, San Francisco
  - St. Francis Hotel, San Francisco
- 1913 : Friday Morning Club, Los Angeles
- 1914 : Helgesen Galleries, San Francisco
- 1916 : Hill Tolerton Gallery, San Francisco
- 1917 : Arlington Galleries, New York
- 1922 : Print Rooms, San Francisco
- 1923 : Memorial exhibitions, Print Rooms and San Francisco Museum of Fine Arts

## Conservation de ses œuvres
- Crocker Art Museum, Sacramento, Californie
- Mills College Art Museum (en), Oakland, Californie
- Musée de la Californie à Oakland
- Musée d'Art de San Diego, Californie
- Musée d'Art moderne de San Francisco, Californie